# Miodrag Todorčević
Miodrag Todorčević, (Миодраг Тодорчевић) (né le 10 novembre 1940 à Belgrade) est un joueur d'échecs et entraîneur franco-serbe.

## Biographie et carrière
Todorčević a représenté la Yougoslavie Serbie jusqu'en 1968 et de 1977 à 2003 (Yougoslavie et Serbie), la France (1968-1977) et l'Espagne (depuis 2003).
Il a gagné 5 fois le Championnat d'échecs de Paris (1966, 1967, 1973, 1974, 1976) et gagné le Championnat de France d'échecs à Dijon en 1975.
Todorcevic a représenté deux fois la France aux Olympiades d'échecs : en 1972 et 1974.
Il a obtenu le titre de Grand maître international en 1989. Son classement Elo en 2008 était 2 448.

## Une partie
Miodrag Todorčević-Goran Čabrilo (en), Pančevo, 1987,
1. e4 e6 2. d3 c5 3. Cd2 Cc6 4. g3 g6 5. Fg2 Fg7 6. Cgf3 Cge7 7. 0-0 0-0 8. Te1 d6 9. c3 b6 10. a3 Dc7 11. h4 h6 12. Cf1 Ce5 13. C3h2 Fa6 14. c4 b5 15. f4 C5c6 16. cxb5 Fxb5 17. h5 Tac8 18. hxg6 fxg6 19. Cf3 Rh7 20. Fe3 e5 21. Tc1 exf4 22. gxf4 Dd7 23. Dd2 Tf7 24. Cg3 Tcf8 25. f5 Cd4 26. Fxd4! cxd4 27. Fh3 Dd8 28. Te2! Rh8 29. Th2 Fd7 30. Ch4 g5 31. Cf3 Cc6 32. Fg4 Rg8 33. Fh5 Te7 34. Fg6 g4 35. Ch5!! Fe5 36. Dxh6! Fxh2+ 37. Rxh2! Ce5 38. Cxe5 dxe5 39. Tg1 Fxf5 40. Fxf5 1-0.

## Source de la traduction
- (en) Cet article est partiellement ou en totalité issu de l’article de Wikipédia en anglais intitulé « Miodrag Todorcevic » (voir la liste des auteurs).